# Герб штату Мехіко
Герб штату Мехіко (відповідно до чинного Закону про щит і гімн штату Мексика у ст. 1) — є одним із символів мексиканського штату разом із гімном штату Мехіко.

## Опис
Герб штату Мехіко складається з девізу «Батьківщина, Свобода, Праця і Культура» і символізується так.
Батьківщина. Національний орел на гербі, відповідно до Закону про герб, прапор і національний гімн, а також малюнок у верхній лівій чверті, що представляє вулкан Сінантекатль, піраміду Сонця в Теотіуакані та оригінальний топонім Толука.
Свобода. Представлена у другій верхній правій чверті гарматою того часу, на місці битви при Монте-де-лас-Крусес 30 жовтня 1810 року.
Праця і культура.  Представлений у третій і четвертій чвертях, разом, під попередніми, містить топонім Мексики, який дав назву Батьківщині і штату; борозни землеробства, що вирощують кукурудзу, і розкриту книгу знань, над нею — виробниче знаряддя, серп, лопата, сапа і фляга, знаряддя людської праці.
18 бджіл: вони розташовані у верхній частині щита представляють кількість судових округів штату.
Стаття 3. — На гербі Штату Мексика можуть додатково з'являтися лише слова "Estado de México", які за рішенням закону або органу влади повинні утворювати пряму лінію внизу.
Для його використання на статтях позначені різні правила. 4-6 і 16-17 того самого закону, таким чином ми маємо, що офіційний дизайн буде заснований на моделі, завіреній підписом «губернатора, президента законодавчого органу та президента вищого суду правосуддя» штату і що цей документ буде збережено в Історичному архіві штату Мексика та в Центральній публічній бібліотеці штату.
За його дотримання відповідає Генеральний секретаріат уряду в цілому та Секретаріат освіти, культури й соціального забезпечення у сфері навчальних закладів. У цьому ж законі не згадується про його використання на жодному офіційному прапорі чи банері, окрім як у складі банерів чи значків спортивних, чи подібних організацій у штаті Мексика.

## Історія

### Віцекоролівський герб
Хоча в пояснювальній записці до указу від 9 квітня 1941 року зазначено, що з моменту свого створення штат Мехіко не мав власного герба, відомо, що коли було утворено Королівство Мексика, а потім інтендантство Мексики під час віцекоролівства, Нової Іспанії, щит, утворений королівським орлом із розпростертими крилами, який своїми лапами та дзьобом тримає змію в позі, щоб її розірвати, використовувався як щит цих віцекоролівських сутностей, своєю чергою обрізаних на шестифутовому кактусі… листя та шість опунцій, які, своєю чергою, виходять із п'яти каменів посеред хвилястих форм, подібних до тих, що використовувалися в доіспанських кодексах для представлення води, усе це було облямовано лавровою гілкою та іншою гілкою дуба.

Герб, чинний між 1827 і 1833 роками.

### Герб 1827 року
Новий герб було створено після створення штату Мехіко як частини Мексиканської федерації Установчим актом Мексиканської федерації, ратифікованим як герб утворення, декретом 30 Конгресу штату від 2 травня 1827 року в місті від Texcoco. Ось як цей щит став офіційним і, очевидно, залишався офіційним приблизно до 1833 року, коли був прийнятий новий дизайн. Невідомо, чи була ця зміна пов'язана зі схожістю з мексиканським національним щитом, що могло призвести до плутанини, або з іншої причини.

### Герб 1833 року

Герб вживався між 1833 і 1898 роками.

Немає точної дати чи указу, який би ввів його в експлуатацію для цього другого дизайну, але він часто зустрічається в офіційних бланках державних органів. Цей щит складається з орла з розпростертими крилами, який тримає змію своїм правим кігтем і дзьобом, а лівим кігтем він тримає лист кактуса зі словом Toluca, частиною якого є цей лист загалом із 11 листків кактуса, які мають назви одинадцяти районів, на які штат було поділено з 1833 року, це Чілапа, Тулансінго, Сультепек, Такско, Акапулько, Толука (вже згадуваний), Куернавака, Тула, Уехутла, Східна Мексика і Західна Мексика, своєю чергою, має двадцять тунців. Цей кактус народжується із землі та облямований двома гілками, однією з лавра, а іншою з дуба з трьома жолудями, які перев'язані стрічкою або стрічкою, де великими літерами написано «ESTADO LIBRE Y SOBERANO DE MÉXICO» («ВІЛЬНА І СУВЕРЕННА ДЕРЖАВА МЕХІКО»).

### Неофіційний герб 1890—1940 років
Цей герб, мабуть, не був добре прийнятий, особливо через труднощі його відтворення, тому до 1933 року можна підтвердити використання третього герба, який згадується в кількох офіційних документах протягом століття, що минуло, таких як Це було на карті міста Толука та пам'яті державного управління штату Мехіко, що належить до чотирирічного періоду з 1889 по 1893 роки генерала Хосе Вісенте Віллади.
Цей самий герб зазначено в пояснювальній заяві заклику та наступному указі про прийняття герба штату Мехіко в 1841 році як щит нерегулярного та неофіційного використання, тому припускається, що він дуже мало використовувався або навіть забутий оригінальний герб 1827 року та дизайн 1833 року.

### Герб 1941 року

Герб вживався між 1941 і 1977 роками.

За словами колишнього губернатора Сальвадора Санчеса Колліна, лише у 1940 році з ініціативи професора Орасіо Зуньїги тодішній тимчасовий губернатор штату Альфонсо Ортега оголосив 24 вересня 1940 року національний конкурс на вибір герба, що репрезентував би державу та її цінності й мав би містити коротку та чітку фразу, яка б їх символізувала.
Цей конкурс закінчився вибором проєкту професора і художника Пастора Веласкеса, родом із села Сан-Матіас-Трансфігурація, провінція Зінакантепек, Мехіко, який був надісланий як ініціатива декрету Конгресу Мексики, який було надіслано як ініціативу декрету до Конгресу штату 29 березня 1941 року, схвалено урядовою комісією 4 квітня того ж року, проголосовано 9 квітня на пленарному засіданні та опубліковано як «Декрет № 39» в «Офіційному віснику штату Мехіко» 16 квітня 1941 року за підписом конституційного губернатора Вацлао Лабри.
Слід зазначити, що цей перший дизайн мав герб у верхній частині, який не був національним гербом, оскільки нопалес народилися з триаркового мосту, його не оточували лаврові, дубові чи оливкові гілки, які Департамент економіки та статистики штату Мексика визначив як символіку Мехіко, а в нижній частині було лише червоне сонце, а не доіспанська символіка, яку він має сьогодні.

### Герб 1977 року

Герб дійсний між 1977 і 1995 роками.

25 жовтня 1976 року указом Конгресу штату було внесено кілька змін у верхню ліву чверть щита: тепер він звернений назовні, а піраміда позаду її ідентифікують і ідентифікують риси піраміди Сонця в Теотіуакані.
Теотіуакан: у нижній частині сонце замінено топонімом Мексики, що розуміється як Кролик Місяця або Мезтлі іАпан (sic).
У верхній частині орла, який був визначений як символ Мехіко, замінено мексиканським національним гербом відповідно до чинного на той час Закону про національний щит і гімн. Унизу додається червоний бантик або стрічка, яка має праворуч слово MEZTLI APAN, яке пов'язане з вищезгаданою назвою Мексики, як показано нижче:
в перекладі "в центрі озера Місяця", що натякає на озеро Тескоко", де знаходився острівець, на якому було засновано Теночтітлан, згодом Мехіко.
У центрі — символ, що складається з кола і трьох стріл, які виходять з його центру під кутом 120° одна від одної, і який, згідно з указом, символізує:
"СТРІЛЕЦЬ АРМІЇ ПРАЦІ": складається з кола, символу єдності. Часу і життя, стрілка, спрямована вниз, вказує на біологічну і соціальну реальність, дві стрілки, спрямовані вгору, одна з яких вказує на мисленнєву діяльність, а інша - на афективні прояви, ці три стрілки інтегрують повне вираження людської істоти, що перевершує свою епоху;
На іншій стороні стрічки напис STATE OF MEXICO, усі вони золотими.

### Герб 1995 року
Поки Еміліо Чауіффет Чемор був губернатором, ще одна зміна була внесена до герба, коли було створено «Закон про герб і гімн штату Мехіко», який набув чинності 2 березня 1995 року, у цьому законі укази згруповані щодо гімну та герба, у випадку герба єдиними важливими змінами є видалення стрічки внизу та будь-який натяк на значення в законі, на додаток до використання дизайну для друку одним фарбою Мексиканський національний герб. Інша модифікація полягає в тому, щоб визначити контроль і нагляд за використанням щита для державного секретаря внутрішніх справ.

### Модифікація 2003 року
Для цієї зміни до закону зміни згадуються лише в частині, що стосується гімну штату Мексика.